# Askia Monzo Moussa
Pour les articles homonymes, voir Moussa.
Askia Monzo Moussa est le deuxième empereur songhaï de la dynastie Askia de 1529 à 1531. 

## Biographie

### Origines
Il appartient à la lignée directe d’Askia Mohammed, fondateur de la dynastie askia. Il serait le fils aîné issu d'une captive dahoméenne[réf. nécessaire]. Avant même de devenir souverain, il est en conflit avec plusieurs membres de sa famille, notamment un proche conseiller de son père. Ce conflit marque une rupture politique et personnelle avec Askia Mohammed, dont Mūsā critique la soumission à l'influence de ses courtisans. En 1529, il dépose son père, alors affaibli par l’âge et l’isolement, et s’empare du trône.
Vers la fin de son règne, Askia Mohammed était devenu aveugle et de ce fait de plus en plus dépendant d'Ali Fulan, le Hugu-koray-koi (Maître de l'intérieur du palais). Aucun des fils d'Askia n'était au courant de cela car Ali Fulan restait très proche de lui en guise d'aide (à cette époque, la cécité aurait disqualifié un dirigeant car on aurait attendu de lui qu'il mène son armée au combat, en plus d'être un mauvais présage). À une occasion, Ali a conseillé que le fils cadet de Mohammed, Balla, soit nommé au poste vacant de Benga-farma (gouverneur de Benga). Lorsque les fils aînés entendirent cela, ils furent en colère d’avoir été ignorés. Musa en particulier était en colère contre son père et contre Ali Fulan ; il l'accusa d'avoir transformé les Askia en marionnette et le força à fuir en exil à Tindirma en 1528.
L'année suivante, Musa rencontra certains de ses frères à Kukiya, se préparant apparemment à lancer une rébellion contre leur père, âgé de 85 ans et presque aveugle. Le kanfari Yahya, frère des Askia, fut envoyé pour négocier avec eux, mais ils l'insultèrent et le tuèrent. Le 15 août 1529, lors de la prière de l'Aïd al-Adha à Gao, Musa proclama son ascension à l'Askiyate, et son père acquiesça. Il prend le titre d’Askia.

### Règne
Le règne de Monzo Moussa est marqué par une brutalité extrême, décrite dans le Ta’rīkh al-Sūdān. L’empereur se lance dans une campagne de purges sanglantes, visant principalement les membres de sa propre famille. Il fait assassiner Benga-farma Balla, qui avait été l’un des soutiens les plus proches de son père. Selon al-Sa‘dī, Mūsā le fait enterrer vivant, dans un acte de cruauté spectaculaire. 
Il ordonne la mort d’un grand nombre de ses oncles, cousins et frères, notamment les fils du Kanfāri ‘Umar, un des frères d’Askia Mohammed. Dans la localité de Mansur, il fait exécuter une dizaine de ses propres frères. Le chroniqueur insiste sur le fait que les corps sont entassés et laissés sans sépulture, au point que les villageois de Mansur doivent couvrir les cadavres avec de la terre, comme on le ferait pour des animaux. Ces massacres, commis sans aucun jugement ni procédure, sont accompagnés de violences annexes : pillages, destructions de maisons et fuite des populations civiles. 
Durant cette période, plusieurs personnalités religieuses ou politiques tentent d’intercéder pour mettre un terme aux exactions de Mūsā. Le qāḍī Maḥmūd de Tombouctou, personnage religieux influent, et le saint Mōri Magha Kankoi, figure spirituelle respectée, font des démarches pour calmer la situation. En vain. Mūsā, enfermé dans une logique paranoïaque de purge, rejette toutes les tentatives de conciliation et poursuit son œuvre de destruction. Le climat de terreur se double d’un profond isolement politique. Mūsā ne fait confiance à personne, même parmi ses partisans les plus proches. L’armée elle-même commence à se retourner contre lui, et ses officiers redoutent d’être à leur tour éliminés.

### Chute
L’accumulation de meurtres, la peur et l’humiliation des survivants finissent par provoquer un soulèvement au sein de la famille impériale. Un groupe de ses frères fomente un complot contre lui. Ce groupe se rend à Mansur, là même où Mūsā avait assassiné ses proches, et l’y tua dans une embuscade le 12 avril 1531.
Parallèlement à cela, Askia Mohammed II Benkan se saisit du trône en apprenant le décès de son frère et ce malgré les autres prétendants.